# Charlottenburg
Charlottenburg, Berlin-Charlottenburg – dzielnica (Ortsteil) Berlina w okręgu administracyjnym Charlottenburg-Wilmersdorf. Od 1705 niezależne miasto w Marchii Brandenburskiej, następnie pruskiej prowincji Brandenburgia (do 1920).

## Historia
Pierwotnie wieś Lietzow. W 1699 wzniesiono tu pałac letni margrabiów brandenburskich (Lietzenburg), od 1705 nazywany na pamiątkę żony Fryderyka I Zofii Charlotty pałacem Charlottenburg.
W XIX wieku nastąpił gwałtowny rozrost tego zachodniego przedmieścia Berlina. W latach 1877–1920 należał do rejencji poczdamskiej w prowincji Brandenburgia. W czasie spisu powszechnego w 1910 Charlottenburg posiadał 306 tys. mieszkańców, podczas gdy już 100 tys. mieszkańców dawało status wielkiego miasta (Großstadt).
W 1879 została utworzona Królewska Wyższa Szkoła Techniczna (Königliche Technische Hochschule), zwana też inaczej Wyższą Szkołą Techniczną Charlottenburg, która 9 kwietnia 1946 roku została przemianowana na Technische Universität Berlin.
W latach 1911–1912 wzniesiono w Charlottenburgu przy ulicy Bismarckstraße Operę Niemiecką (Deutsches Opernhaus). 1 października 1920 włączono miasto do Berlina jako jego siódmy okręg administracyjny Charlottenburg. Po II wojnie światowej Charlottenburg znalazł się pod okupacją brytyjską, po czym wszedł w skład Berlina Zachodniego. Od lat 50. wykształciło się na skraju Charlottenburga jego centrum z Dworcem Zoo i Kościołem Pamięci jako alternatywa wobec historycznych dzielnic centralnych, które znalazły się po wschodniej stronie Muru Berlińskiego. 1 stycznia 2001 roku, po połączeniu z okręgiem administracyjnym Wilmersdorf, stał się dzielnicą miasta.
W Charlottenburgu znajduje się również Stadion Olimpijski.
W Charlottenburgu studiowali m.in. Stefan Cybichowski, Kazimierz Ulatowski, Wojciech Korfanty, Nikodem Pajzderski i Jan Czochralski.

## Transport
Znajduje się tutaj stacja kolejowa Berlin-Charlottenburg oraz stacje metra linii U1:
- Kurfürstendamm
- Uhlandstraße

linii U2:
- Berlin Zoologischer Garten
- Ernst-Reuter-Platz
- Deutsche Oper
- Bismarckstraße
- Sophie-Charlotte-Platz
- Kaiserdamm.

linii U3:
- Augsburger Straße

linii U7:
- Mierendorffplatz
- Richard-Wagner-Platz
- Bismarckstraße
- Wilmersdorfer Straße
- Adenauerplatz

linii U9:
- Berlin Zoologischer Garten
- Kurfürstendamm